# Trường Lưu
Làng Trường Lưu, tổng Lai Thạch, huyện La Sơn, phủ Đức Quang, xứ Nghệ An, (nay là xã Trường Lộc, huyện Can Lộc, tỉnh Hà Tĩnh) là một trong những làng văn hóa nổi tiếng của Việt Nam. Nơi đây là quê hương của dòng họ Nguyễn Huy với 3 danh nhân văn hóa Việt Nam và nhiều nhà khoa bảng khác. 

## Làng bát cảnh
Làng Trường Lưu có lịch sử hơn 5 thế kỷ, song nổi tiếng khắp nước là từ khi thám hoa Nguyễn Huy Oánh (1713- 1789) về hưu dày công xây đựng thành một làng có tám cảnh đẹp. Tám cảnh đẹp trên một vùng quê chỉ có diện tích tự nhiên 412 ha cũng là một sự hiếm:
Quan thị triêu hà (Ráng sớm trước chợ Quan);
Phượng sơn tịnh chiếu (Nắng chiều trên núi Phượng);
Hân tự hiểu chung (Chuông gọi sáng chùa Hân);
Nghĩa thương vãn thác (Tiếng mõ chiều kho Nghĩa);
Cổ miếu âm dung (Bóng rợp che cổ miếu);
Liên trì nguyệt sắc (Ánh trăng dưới hồ sen);
Thạc tính tuyền hương (Hương thơm nước giếng Thạc);
Nguyễn trang hoa mỵ (Hoa đẹp trong trang viên họ Nguyễn).

## Văn hóa làng Trường Lưu
Thám hoa Nguyễn Huy Oánh đã lập nên Phúc Giang thư viện, chính nơi đây có cả một xưởng in với hàng ngàn bản sách được in khắc gỗ. Từ Phúc Giang thư viện, ông mở trường dạy học gọi là "Thạc Đình học hiệu" (cũng có người gọi là Trường Lưu học hiệu) để đào tạo nhân tài cho vùng quê xứ Nghệ. Từ Thạc Đình học hiệu đã có 30 ông nghè (tiến sĩ) và hàng mấy trăm ông cống, nhiều người nổi danh về sau như Phạm Quý Thích, Phạm Nguyễn Du.... Cũng chính Nguyễn Huy Oánh đã tậu 20 mẫu ruộng, gọi là ruộng "học điền" để khuyến khích con em theo nghiệp học hành khoa cử. Sau này ông được vua ban khen "lấy văn trồng người mở kế trăm năm".
Làng Trường Lưu, xứ Nghệ còn nổi tiếng với nghề dệt vải và hát phường vải. Từ đời Hậu Lê, nghề thủ công chính ở Trường Lưu là nghề bông vải, kéo sợi, dệt vải. Sản phẩm phục vụ trong làng, trong tổng bao gồm các loại vải mộc, vải thô may mặc gia đình, có cả tơ lụa cho các cô gái. Làng Trường Lưu đã hình thành phường vải và hát ví phường vải cũng phát triển ở đây. Hiện nay nghề dệt vải ở Trường Lưu đã mai một.

## Dòng họ Nguyễn Huy ở Trường Lưu
Từ ông tổ của dòng họ Nguyễn Huy ở Trường Lưu là Nguyễn Uyên Hậu tương truyền đậu Ngũ kinh bác sĩ (?) đời Hồng Đức (1470-1497), dòng họ này hầu như thời nào cũng có người đỗ đạt, làm quan và có nhiều sáng tác văn học. Trước đây, giới nghiên cứu khi nhắc đến dòng văn Nguyễn Huy thường chỉ nêu 3 nhân vật tiêu biểu là Thám Hoa Nguyễn Huy Oánh và Nguyễn Huy Tự Truyện Hoa Tiên, Nguyễn Huy Hổ với Mai đình mộng ký. Ngoài ra còn có nhiều tác gia nổi tiếng khác như: Nguyễn Công Phác (1649-1706) có bài Trướng, Tuý Hà cư sĩ Nguyễn Huy Tựu (1690-1750) là tác giả của Thiên văn bảo kính và Địa lý minh kính (đã thất lạc); Nguyễn Huy Hào đỗ Cử nhân - tác giả bài Mai đình mộng thi khá nổi tiếng, Nguyễn Huy Giáp với bài Tựa trong Phượng Dương Nguyễn tông thế phả; Nguyễn Huy Quýnh với Dần phong thi sao, văn sao, các tập sử về đạo Thuận Quảng, đạo Tây Hưng, 10 bài thơ họa lại thơ Ngô Thì Sĩ và đặc biệt là bài thơ Thác lời gái phường vải.
Ngày nay hậu duệ dòng họ Nguyễn Huy Trường Lưu có rất nhiều người thành đạt ở trong và ngoài nước như: Giáo sư, Viện sĩ Nguyễn Huy Mỹ (giảng dạy tại Đại học Năng lượng Moskva, Liên bang Nga), nhà thơ Nguyễn Huy Hoàng,...
xem thêm: Dòng họ Phan Huy